# Elizabeth Jordan
Elizabeth Victoria „Lizzi“ Jordan, MBE (* 7. November 1997 in Guildford, England) ist eine britische Paracyclerin, die in der Kategorie B (Sehbehinderung) auf Bahn und Straße startet.

## Sportlicher Werdegang
Im Jahr 2017 infizierte sich Elizabeth Jordan, die damals Psychologie studierte, durch verunreinigte Nahrungsmittel mit E.-coli-Bakterien. Wegen multiplen Organversagens wurde sie für zwei Monate in ein künstliches Koma versetzt und verlor ihre Sehkraft. In einer langen Genesungsphase musste sie das Gehen neu erlernen und begann schließlich mit dem Laufen als Sport. 18 Monate später absolvierte sie den London-Marathon 2019. Daraufhin wurde sie vom britischen Radsportverband British Cycling zu einer Talentsichtungstag eingeladen und in das Para-Cycling Foundation Team aufgenommen.
2022 startete Jordan gemeinsam mit Corrine Hall als Pilotin bei den Paracycling-Bahnweltmeisterschaften 2022 und gewann eine Silbermedaille in der Einerverfolgung. Die beiden Fahrerinnen blieben bis Anfang der Saison 2023 zusammen und erzielten gute Ergebnisse bei Weltcup-Rennen auf der Straße. Bei den Paracycling-Bahnweltmeisterschaften 2023 in Glasgow fuhr sie hinter der Pilotin Amy Cole; das Duo errang im 1000-Meter-Zeitfahren die Bronzemedaille, und mit Neil Fachie und Matthew Rotherham Gold im Mixed-Teamsprint. Auf der Straße startete Jordan in Glasgow mit Corinne Hall, und sie belegte Platz vier im Einzelzeitfahren und Platz neun im Straßenrennen.
Im Jahr 2024 fuhr Elizabeth Jordan mit Dannielle Khan. Bei den Bahnweltmeisterschaften in Rio de Janeiro wurden die Fahrerinnen gemeinsam dreifache Weltmeisterinnen in Sprint, Zeitfahren und in der Einerverfolgung. Bei den Sommer-Paralympics in Paris errangen die beiden die Goldmedaille im Zeitfahren auf der Bahn.

## Ehrungen
Im Januar 2025 wurden Elizabeth Jordan und Dannielle Khan zu Members of the Most Excellent Order of the British Empire ernannt.

## Erfolge
2022
- Weltmeisterschaft – Einerverfolgung (mit Corinne Hall)

2023
- Weltmeisterin – Teamsprint Mixed (mit Neil Fachie, Matthew Rotherham und Amy Cole)
- Weltmeisterschaft − 1000-Meter-Zeitfahren (mit Amy Cole)

2024
- Weltmeisterin – Sprint, 1000-Meter-Zeitfahren, Einerverfolgung (mit Dannielle Khan)
- Paralympics-Siegerin − 1000-Meter-Zeitfahren (mit Dannielle Khan)